# Валоризація
Валоризація (від фр. valorisation; valoir — «цінувати, підходити») — державні заходи щодо переоцінки або підвищення вартості товарів, цінних паперів, валюти, пенсій, соціальних виплат та іншого капіталу.
Поняття «валоризації капіталу» введено К. Марксом в розділі 7 першого тому «Капіталу». Німецькою оригінальний термін звучить як «Verwertung» (або «Kapitalverwertung»). Сучасним економічним співтовариством прийнято французький термін «valorisation». Французький термін перекладають як «процес по збільшенню основного капіталу».
Валоризація відходів – це процес повторного використання, переробки або компостування відходів і перетворення їх на більш корисні продукти, включаючи матеріали, хімікати, паливо або інші джерела енергії.